# Wetenschappelijk hoofdmedewerker
Wetenschappelijk hoofdmedewerker was van 1965 tot 1985 de hoogste rang voor leden van de wetenschappelijke staf van universiteiten in Nederland beneden de rang van lector.
In de jaren 1960 maakten de Nederlandse universiteiten een snelle groei door, waardoor hoogleraren behoefte kregen aan medewerkers. Hiervoor namen zij pas afgestudeerde doctorandi aan die als gevolg van de Toxopeusronde een vaste aanstelling kregen met het vooruitzicht op vrijwel automatische promotie tot de rang van wetenschappelijk hoofdmedewerker. Hieraan was de speciale salarisschaal 149A verbonden, die overeenkwam met de huidige ambtenarenschalen 13 en 14. Het idee hierachter was dat de medewerkers minder snel naar het bedrijfsleven zouden vertrekken en dat de op de praktijk gerichte faculteiten ook ervaren medewerkers uit het bedrijfsleven zouden kunnen aantrekken. Een neveneffect was echter dat met name in economische en technische faculteit weinig medewerkers promoveerden en medewerkers zich ongestraft aan hobby's of nevenwerkzaamheden konden wijden. Ruud Lubbers zei dan ook rond 1980 dat iedereen het er over eens was dat één groep te veel verdiende, namelijk de wetenschappelijk hoofdmedewerkers. De vaste aanstelling had ook tot gevolg dat de universiteiten bleven zitten met uitgebluste medewerkers (oneerbiedig dood hout genoemd).
In 1985 werden de rangen van wetenschappelijk medewerker en wetenschappelijk hoofdmedewerker vervangen door die van universitair docent en universitair hoofddocent, waarbij hogere eisen aan de benoeming werden gesteld. De niet voor benoeming tot hoofddocent in  aanmerking komende hoofdmedewerkers behielden echter hun oude salaris en pensioenrechten, maar vanwege de bezuinigingen bij universiteiten werden velen ook met VUT of wachtgeld gestuurd.